# Daphnusa
Daphnusa este un gen de molii din familia Sphingidae. 

## Specii
- Daphnusa ailanti - (Boisduval, 1875)
- (Daphnusa fruhstorferi) - (Huwe, 1895)
- Daphnusa ocellaris - Walker, 1856
- Daphnusa philippinensis - Brechlin, 2009
- Daphnusa sinocontinentalis - Brechlin, 2009
- Daphnusa zythum - Haxaire & Melichar, 2009

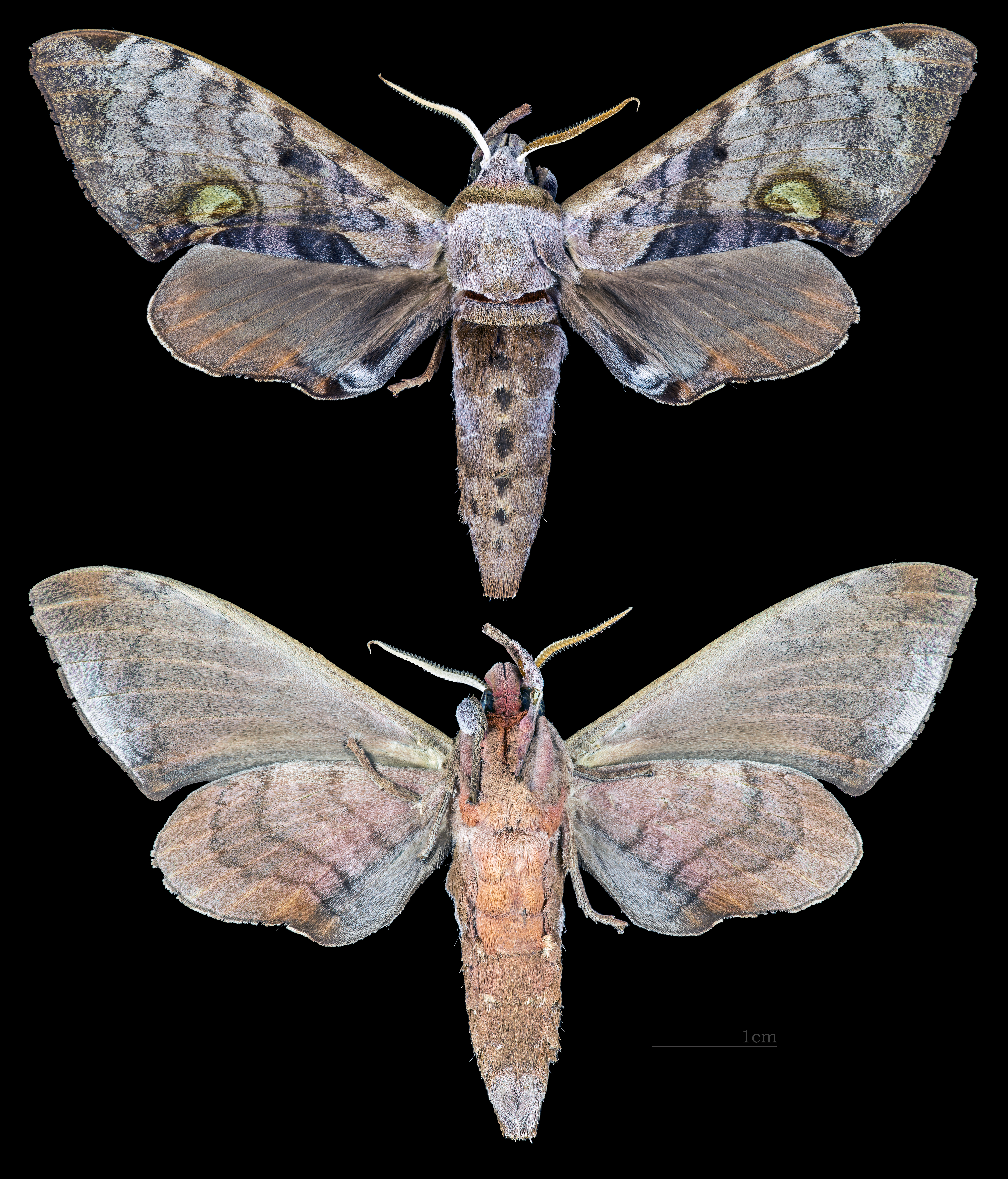
Daphnusa ocellaris
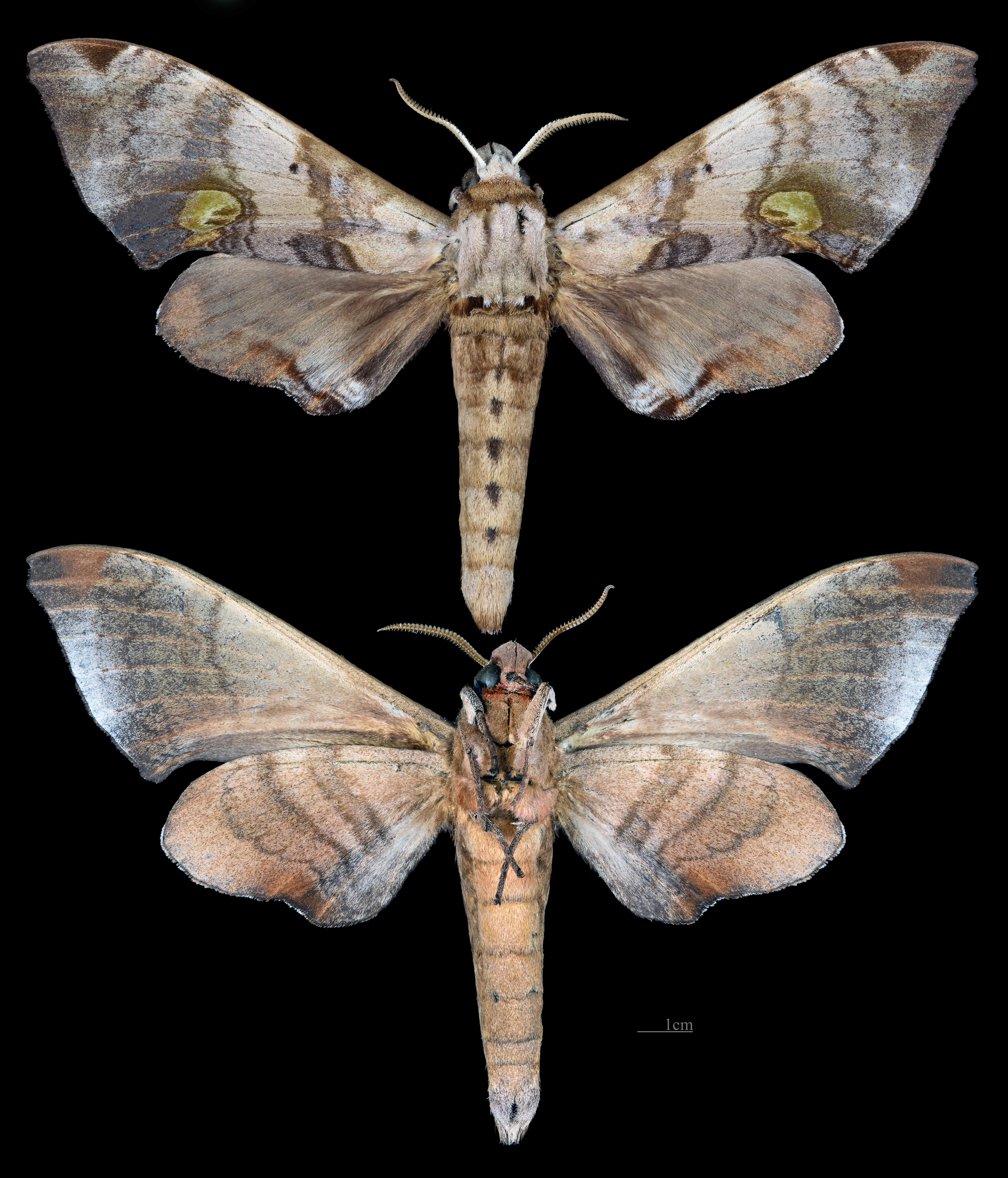
Daphnusa sinocontinentalis